# Минамото-но Санэтомо
Минамото-но Санэтомо (яп. 源実朝, 17 сентября 1192 — 13 февраля 1219 года) — третий сёгун Камакурского сёгуната и последний глава рода Минамото, поэт. Он был вторым сыном Минамото-но Ёритомо, основателя Камакурского сёгуната, а также младшим братом второго сёгуна Камакурского сёгуната — Минамото-но Ёрииэ.
После того, как Минамото-но Ёрииэ был лишен титула и посажен под домашний арест из-за интриг против клана Ходзё, Минамото-но Санэтомо стал главой Минамото и получил титул сэйи-тайсёгун. В 1204 году старший брат был убит, и он стал послушной марионеткой в руках своей матери, Ходзё Масако, которая использовала сына для борьбы с Ходзё Токимасой, дедушкой Санэтомо. Ходзё Токимаса организовал несколько покушений на Санэтомо, в результате чего тот всю оставшуюся жизнь боялся убийства. Паранойя довела его до алкоголизма, не спасло даже введение традиции чаепития при дворе.
Санэтомо оставался сёгуном с 1203 по 1219 год. Он также занимался поэзией, обучаясь этому искусству у Фудзивары-но Тэйка, и написал более 700 поэм.
В 1219 году на ступенях храма Цуругаока Хатиман он был убит своим племянником Киё Минамото (1200—1219), сыном Минамото-но Ёрииэ.
Четвёртым сёгуном Камакурского сёгуната после Санэтомо стал Фудзивара-но Ёрицунэ.